# Fortum
Fortum Abp är ett finländskt energiföretag verksamt i framför allt Finland, Sverige, Norge, Baltikum, Polen och Indien samt i Ryssland.
Verksamheten omfattar elektricitet och fjärrvärme samt drift och underhåll av kraftverk. Verksamheten omfattar även tjänster inom återvinning, avfallshantering, rening av jord. Fortum har omkring 8 000 anställda, varav omkring 700 i Sverige. År 2017 omsatte Fortum 4,5 miljarder euro. 
Finska staten är majoritetsägare i företaget, vars aktie handlas på Helsingforsbörsen.

## Historik
Föregångaren till Fortum hette Imatran Voima, som grundades 1932 för att sköta vattenkraftverket i Imatra i Finland. Detta företag byggde flertalet vattenkraftverk i Finland samt kärnkraftverket i Lovisa. Fortum grundades 1998 genom sammanslagningen av Imatran Voima och det finländska oljebolaget Neste. Huvuddelarna av Neste avyttrades från Fortum år 2005, varvid det separata företaget Neste Oil bildades.
I Sverige förvärvades Gullspångs Kraft och AB Skandinaviska Elverk 1996, och Stockholm Energi 1998. Företaget Birka Energi bildades år 1999 som en sammanslagning av Stockholm Energi och Gullspång Kraft, så att Fortum och Stockholms stad blev ägare till 50 % vardera. År 2002 köpte Fortum resterande 50 % av Birka Energi av Stockholms stad och Birka Energi upphörde. År 2000 förvärvade Fortum företaget Stora Kraft. Fortum har köpt upp flera kommunala energibolag.
År 2011 avyttrades Fortums värmeverksamhet i Sverige utanför Stockholm, och 2012 avyttrade företaget även en stor del av företagets småskaliga vattenkraft. 2014 såldes företagets elnät i Finland och Norge.
År 2015 avyttrades Fortums elnätsverksamhet i Sverige i och med försäljningen av Fortum Distribution.
Detta var sista steget i att avyttra hela företagets eldistributionsverksamhet som inleddes med försäljning av det norska och finska näten 2014. Det nya bolaget som nu driver elnätsverksamheten heter Ellevio.
I augusti 2016 köpte Fortum Ekokem, ett miljöföretag som fokuserar på cirkulär ekonomi.
I augusti 2017, som följd av en omstrukturering av ägandeskapet i Hafslund ASA, så blev Fortum 100% ägare i Hafslund Markets AS, samt 50% ägare i Hafslund Värme AS. Värmebolaget som idag samägs med Oslo stad heter numer Fortum Oslo Värme AS.
I september 2017 offentliggjorde Fortum att de tänkte köpa EON:s andel på 47% i det tyska energibolaget Uniper, och även lämna bud på resterande 53%, värderat till 8 miljarder Euro. Detta ledde till en tvist där Unipers ledning motsatte sig att ha Fortum som ägare. Affären blev klar i juni 2018 och per den 17 augusti 2020 ägde Fortum 75,01% av aktierna i Uniper. I december 2022 sålde Fortum sitt innehav i Uniper till tyska staten.
Efter ett ryskt presidentdekret tog ryska staten i april 2023 över Fortums samtliga anläggningar i landet och tillsatte en ny vd.

## Huvudkontor

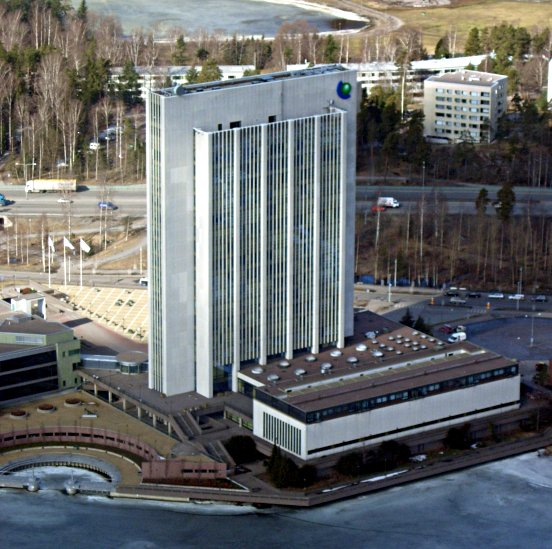
Fortums tidigare huvudkontor i Esbo, Finland.

Koncernens huvudkontor ligger vid kontorsområdet Kägeludden i staden Esbo, Finland. Företaget flyttade 2018 sin verksamhet till nya lokaler i området. Tidigare satt Fortum i en annan byggnad i samma område, det så kallade Nestes Torn eller Raades Tand. Fortum har även huvudkontor i Solna, Stockholm, Sverige samt representationskontor i bland annat Ryssland, Polen, Estland, Lettland, Litauen, Indien och Norge. Företagets kundtjänst har i Sverige sitt huvudkontor i Solna.

## Verksamhet
Fortums produktion under 2015 består av flera energikällor, bland andra vattenkraft, kärnkraft och kraftvärme. Fortums elproduktion globalt bestod år 2015 av 30 procent kärnkraft, 31 procent naturgas (huvudsakligen i Ryssland), 33 procent vattenkraft, fyra procent kol, omkring en procent biomassa och omkring en procent övrigt (sol, vind, avfall). I Sverige utgörs Fortums energiproduktion av vattenkraft, biobränslen, samt kärnkraft.

### Försäljning av el och värme
Fortum säljer el, och elrelaterade produkter och tjänster till slutkunder i Sverige, Finland, Norge och Polen. Den el som säljs till slutkunder i Sverige är köpt från Nordpool av Fortums affärsområde för elförsäljning, Fortum Markets. Under 2016 sålde Fortum totalt 12,3 terawatt-timmar el.  
Sedan augusti 2021 är Fortum certifierad för Schysst elhandel, en certifiering framtagen av Energiföretagen Sverige. För att ett företag ska bli certifierat krävs att man förbinder sig till att hålla 18 särskilt uppställda kundlöften.

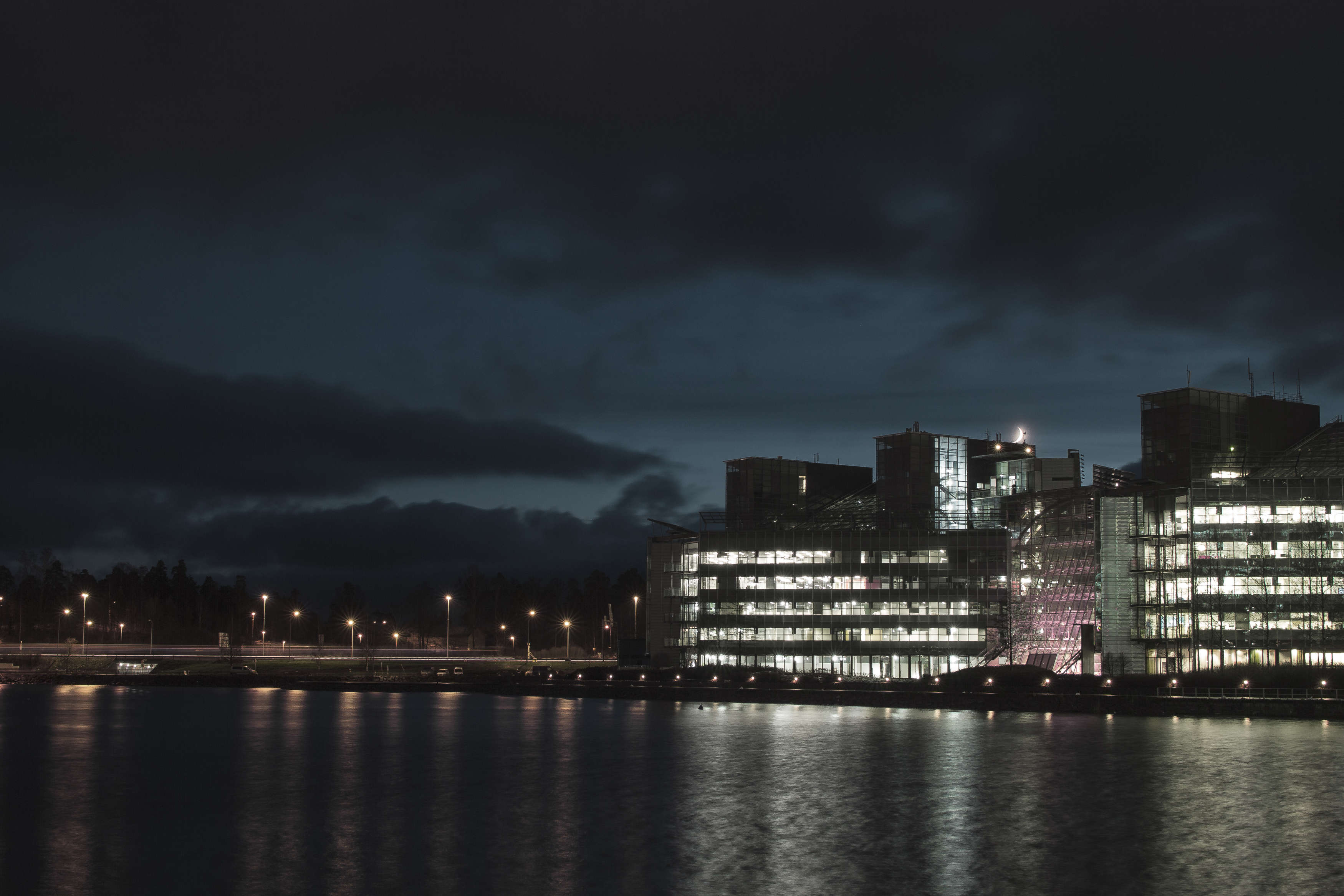
Fortums huvudkontor i Esbo

### Vattenkraft
Vattenkraften har alltid varit en av grundpelarna i Fortums produktion, och är den viktigaste källan till företagets förnybara el. Fortum äger för närvarande ca 160 vattenkraftverk i Sverige och Finland som tillsammans innebär en produktionskapacitet på ca 4 600 MW. Fortums största vattenkraftverk ligger i älvarna Dalälven, Indalsälven, och Ljusnan i Sverige, och i Ule älv, Kemi älv, och Vuoksen i Finland. 

### Kärnkraft
Fortum har producerat elektricitet från kärnkraft sedan 1977. Företaget heläger kärnkraftverket i Lovisa i Finland, som täcker ungefär en tiondedel av Finlands energiproduktion. I Sverige omfattar Fortums kärnkraft ett ägarskap om 43,5 % i Oskarshamns kärnkraftverk och drygt 22 % i Forsmarks kärnkraftverk. Utöver detta äger Fortum en 26,6 % andel i Industrins Kraft, som driver två reaktorer vid Olkiluoto kärnkraftverk, och som för närvarande bygger en tredje reaktor i samarbete med ett konsortium av Areva och Siemens. Fortum äger ingen kärnkraft i Ryssland.
I september 2013 tecknade Fortum ett avtal med Rosatom och det Brittiska Rolls-Royce plc att utveckla kärnkraft. Företaget erbjuder tjänster inom kärnkraftssäkerhet och avfallshantering likväl som systemtjänster för kärnkraftsindustrin. Företaget bedriver forskning inom kärnkraftssäkerhet och har egna patent för att minimera volymer av solitt kärnavfall. Det är med denna uppfinning som Fortum deltar i världens största rening av radioaktiva vätskor vid Fukushima.

### Kraftvärme

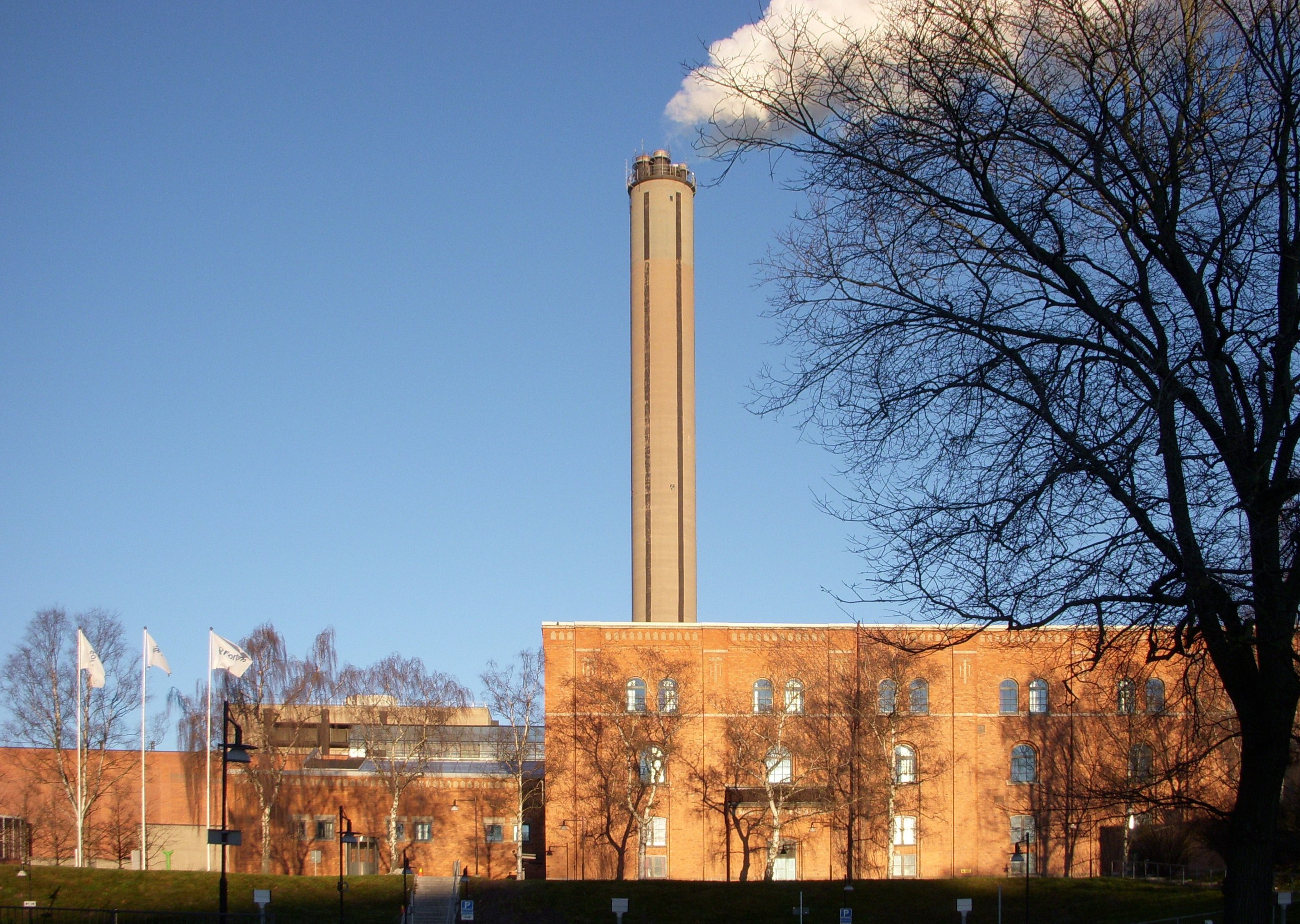
Värtaverket i Stockholm.

Fortum producerar och säljer även värme i Norden, Baltikum, Ryssland och Polen. Företaget har 26 kraftvärmeverk som producerar både fjärrvärme och el samtidigt i en kombinerad process, vilket kallas CHP (Combined Heat and Power). Globalt sett är Fortum den femte största värmeproducenten. 2013 invigde företaget fyra nya kraftvärmeverk; två avfallseldade där det ena ligger i Klaipėda i Litauen, och det andra i Brista i Sverige, och två biobränsleeldade kraftvärmeverk i Jelgava, i Lettland respektive Träskända i Finland. Det dåvarande dotterbolaget Stockholm Exergi invigde 2016 ett av världens största biobränsleeldade kraftvärmeverk i anslutning till Värtaverket i Stockholm, Sverige.

### Solkraft
I juni 2013 köpte Fortum en 5MW solpark i Rajasthan i Indien. 2015 byggde Fortum ytterligare en solcellspark på 10MW i Madhya Pradesh. Under 2017 kopplades 100MW solparken Pavagada Solar Park upp på nätet. Företaget har sagt att ambitionen är att bygga upp en portfölj av solkraft för att bygga upp sin kompetens i olika solkraftstekniker samt i drift och underhåll inom detta område. Företaget säljer också solcellspaket på den Nordiska marknaden.

### Vindkraft
Fortum offentliggjorde 2016 en ny strategi där en kraftig vindkraftsinvestering deklarerades. För närvarande äger och bygger Fortum tillsammans med Skellefteå Kraft Blaikens vindkraftpark i Sverige. Den installerade effekten i Blaiken kommer att uppgå till 250 MW när hela parken är färdig. Fortum har dessutom fattat beslut om att bygga en 75 MW vindkraftspark i Solberg, nordväst om Örnsköldsvik.

### Recycling and waste solutions
Fortum tillhandahåller tjänster inom återvinning, avfallshantering, rening av jord och slutförvaring i de nordiska länderna. 

## Miljö
År 2015 kom 64 % av energin i alla Fortums länder från koldioxidfri produktion och all el som Fortum säljer är koldioxidfri. Fortums el kommer till 32 % från förnyelsebara källor. År 2019 kom 96% av all kraftproduktion inom EU från koldioxidfri produktion. Stockholms stad och Fortum har ett samarbete för att möjliggöra en introduktion av bilar med eldrift i större skala. Inom området elbilsinfrastruktur har företaget en långtgående plan att främja omställningen från fossil till elbilsdrift.

## Forskning och utveckling
Fortums FoU-satsningar delas upp i olika teman bland annat följande:
- Underhåll och livscykelunderhåll av kraftverk
- Förbränningstekniker
- Kärnkraftssäkerhet och effektivitet samt reningstekniker kopplade till kärnkraft
- Ersättning av fossila bränslen med förnybara bränslen i kraftvärmeproduktion
- Vågkraftstekniker
- Samarbete med start-ups för nya energitjänster
- Helhetslösningar för hållbara städer
- Energilösningar för privata hem

## Samarbete med högskolor och universitet
Företaget är en av medlemmarna, benämnda Partners, i Handelshögskolan i Stockholms partnerprogram för företag som bidrar finansiellt till högskolan och nära samarbetar med den vad gäller forskning och utbildning.